# نمونه‌سازی مجدد (آمار)
در آمار، بازنمونه‌سازی، نمونه‌سازی دوباره یا آزمون تصادفیدن به روش‌های متنوع برای انجام یکی از موارد زیر می‌باشد:
1. برآورد دقت آمار نمونه (میانه، واریانس، صدک) با استفاده از زیرمجموعه‌های داده‌های در دسترس (بازنمونه‌گیری جک‌نایف) یا رسم تصادفی جایگزینی از مجموعه‌ای از نقاط داده (بوت‌استرپینگ)
2. تغییر برچسب‌های نقاط داده در زمان اجرای معناداری آماری (آزمون جایگشتی)
3. اعتبارسنجی مدل‌ها با استفاده از زیرمجموعه‌های تصادفی

روش‌های رایج بازنمونه‌سازی شامل بوت‌استرپینگ، جکنیفینگ و آزمون جایگشتی هستند.

## آزمون جایگشتی
یک آزمون جایگشتی نوعی آزمون فرض آماری است که در آن توزیع آماره آزمون تحت فرضیه تهی، با محاسبه تمام مقادیر ممکن از آماره آزمون تحت بازآورایی‌های برچسب‌های نقاط مشاهده‌شده به دست می‌آید. به عبارت دیگر، روشی که در آن رفتارها در یک طراحی آزمایش به موضوعات نسبت داده می‌شوند، در آنالیز طراحی بازتاب می‌شود. اگر تحت فرضیه تهی، برچسب‌ها قابل جابجایی باشند، آزمون‌های حاصل سطوح اهمیت دقیقی را به دست می‌دهند؛ متغیرهای تصادفی تعویض پذیر را ببینید. می‌توان از این آزمون‌ها، فاصله اطمینان را به دست آورد. این نظریه حاصل تکامل پژوهش‌های رانلد فیشر و ای‌جی‌جی پیتمن در سال ۱۹۳۰ است.
برای نشان‌دادن اساس ایده یک آزمون جایگشتی، فرض کنید که ما دو گروه A و B را داریم، که میانگین نمونه‌های آنان {\displaystyle {\bar {x}}_{A}} و {\displaystyle {\bar {x}}_{B}} اند، و می‌خواهیم امتحان کنیم، در سطح معنی ۵ درصد، آیا آن‌ها از توزیع یکسانی سرچشمه گرفته‌اند یا نه. آزمون جایگشت برای تعیین این موضوع طراحی شده است که آیا اختلاف مشاهده‌شده بین میانگین نمونه به اندازه کافی بزرگ است که فرض تهی H{\displaystyle _{0}} را که طبق آن دو گروه دارای توزیع احتمال یکسانند، رد کند.
عملکرد این آزمون بدین‌گونه است. ابتدا، اختلاف میانگین دو نمونه محاسبه می‌شود: این مقدار مشاهده‌شده، آماره آزمون است، که با T نمایش می‌یابد. سپس مشاهده گروه A و B مخلوط می‌شود.
سپس، اختلاف بین میانگین نمونه محاسبه و برای هر روش ممکن تقسیم این مقادیر مخلوط به دو گروه به اندازه {\displaystyle n_{A}} و {\displaystyle n_{B}} ثبت می‌شود (مثلاً، برای تمام جایگشت برچسب‌های گروه‌های A و B). مجموعه این اختلافات محاسبه‌شده، توزیع دقیق اختلافات ممکن تحت این فرضیه تهی، که برچسب گروه اهمیتی ندارد، می‌باشد.
پی-مقدار یک‌طرفه این آزمون به عنوان نسبت جایگشت نمونه‌گیری محاسبه می‌شود که اختلاف میانگین آن بزرگ‌تر یا مساوی T است. پی-مقدار دوطرفه آزمون به عنوان نسبت جایگشت نمونه‌گیری محاسبه می‌شود که تفاوت مطلق آن بزرگتر یا مساوی T است.
اگر تنها هدف این آزمون رد یا رد نکردن فرضیه تهی باشد، می‌توانیم به عنوان یک نوع جایگزین اختلافات ثبت‌شده از آن استفاده کنیم و سپس ببینیم آیا T در وسط ۹۵ درصد از آن‌ها قرار دارد. اگر نه، فرضیه منحنی احتمال یکسان را در سطح مفهوم ۵ درصد، رد می‌کنیم.